# Fetbladstörel
Fetbladstörel (Euphorbia paralias) är en törelväxtart som beskrevs av Carl von Linné. Enligt Catalogue of Life ingår Fetbladstörel i släktet törlar och familjen törelväxter, men enligt Dyntaxa är tillhörigheten istället släktet törlar och familjen törelväxter. Arten har ej påträffats i Sverige. Inga underarter finns listade i Catalogue of Life.

## Bildgalleri

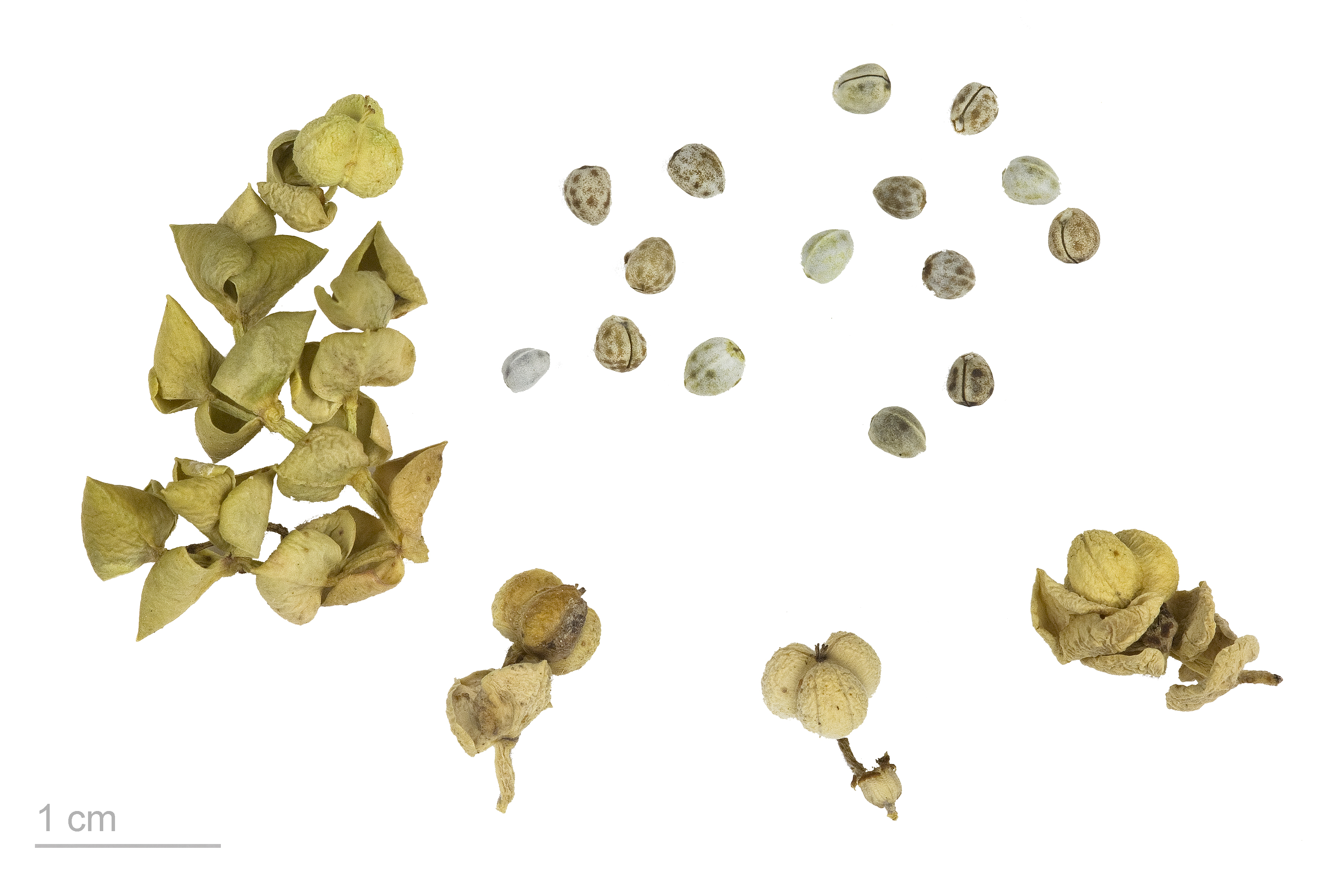
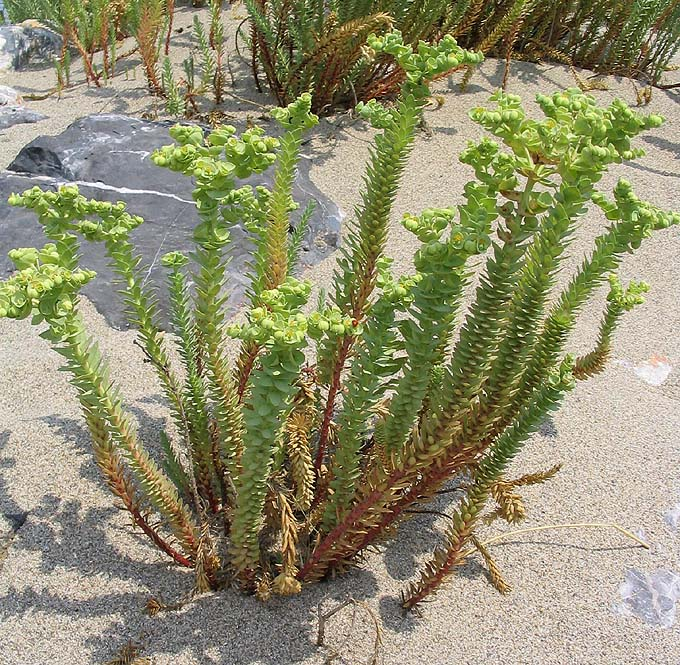
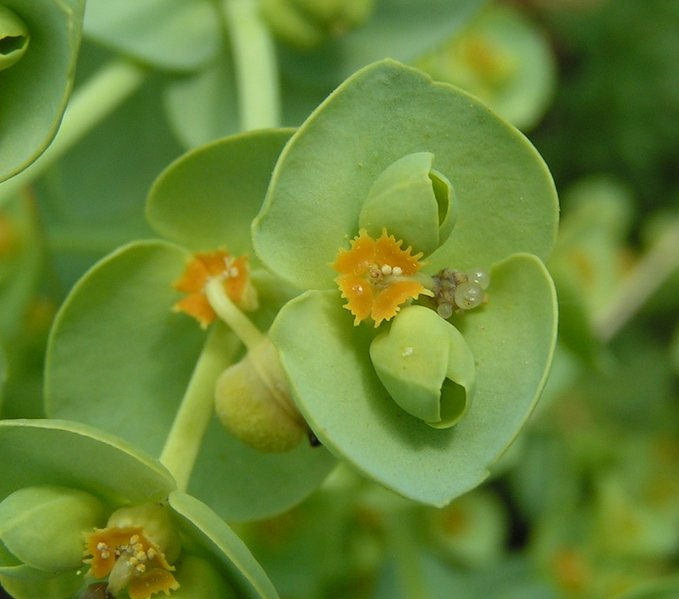
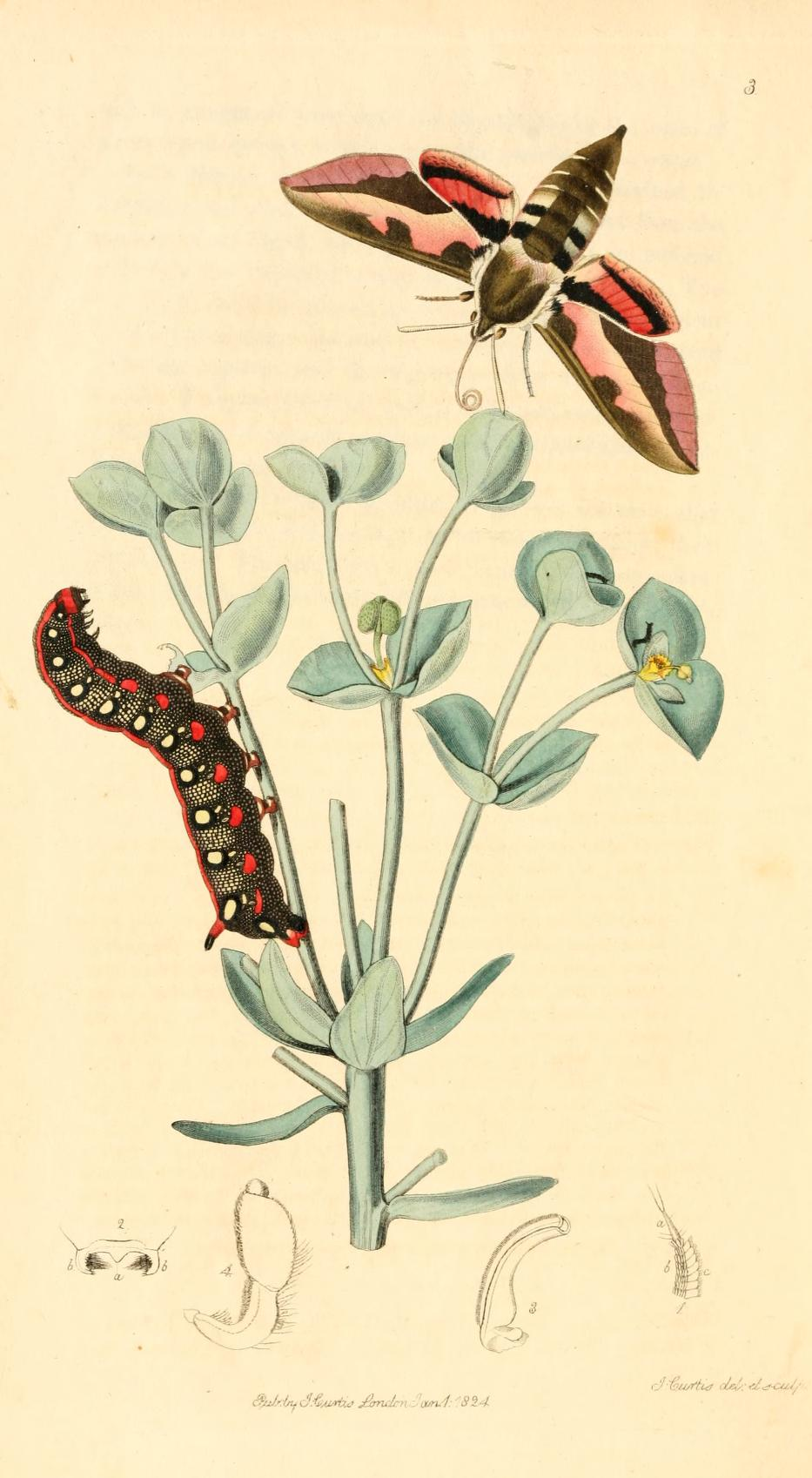
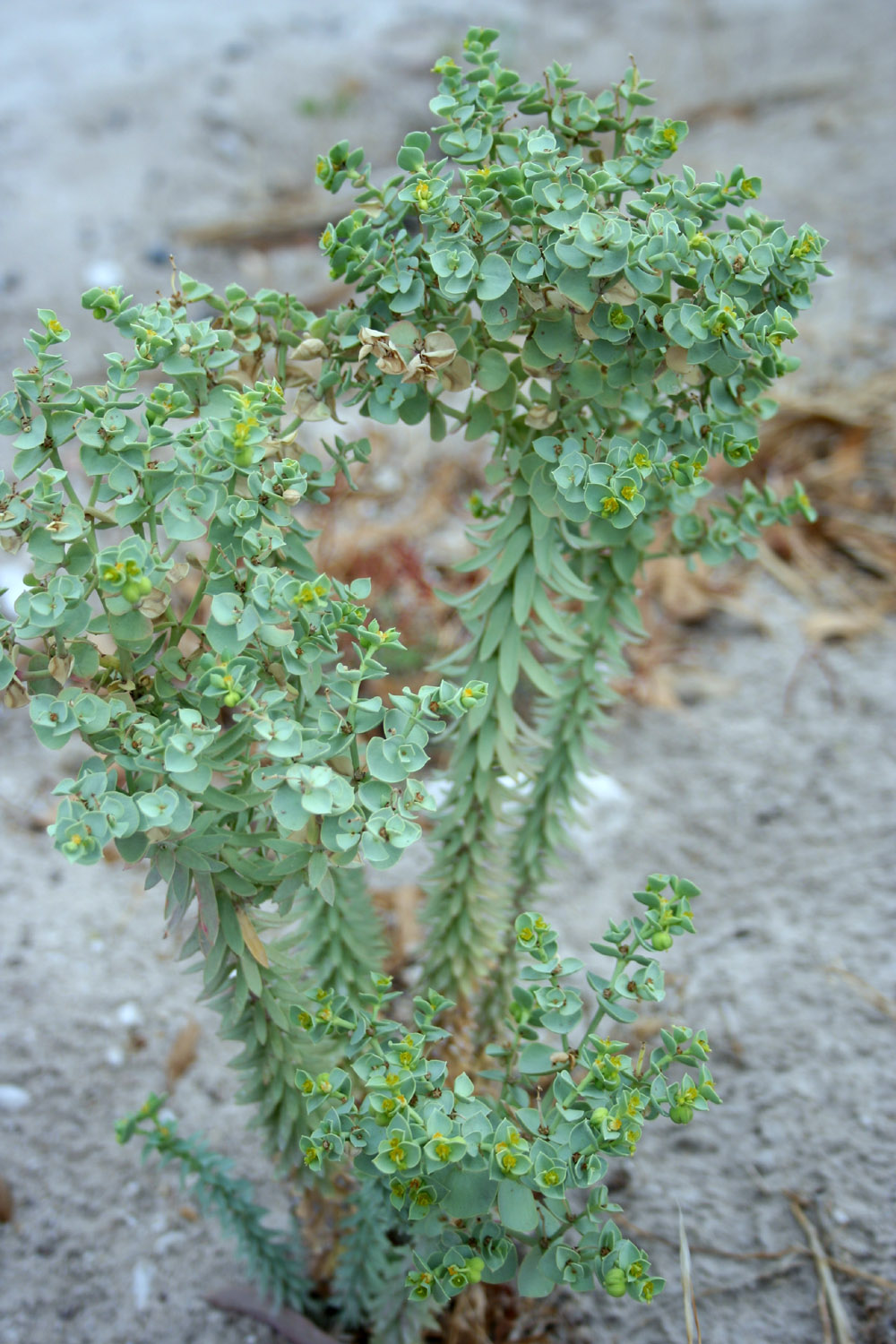
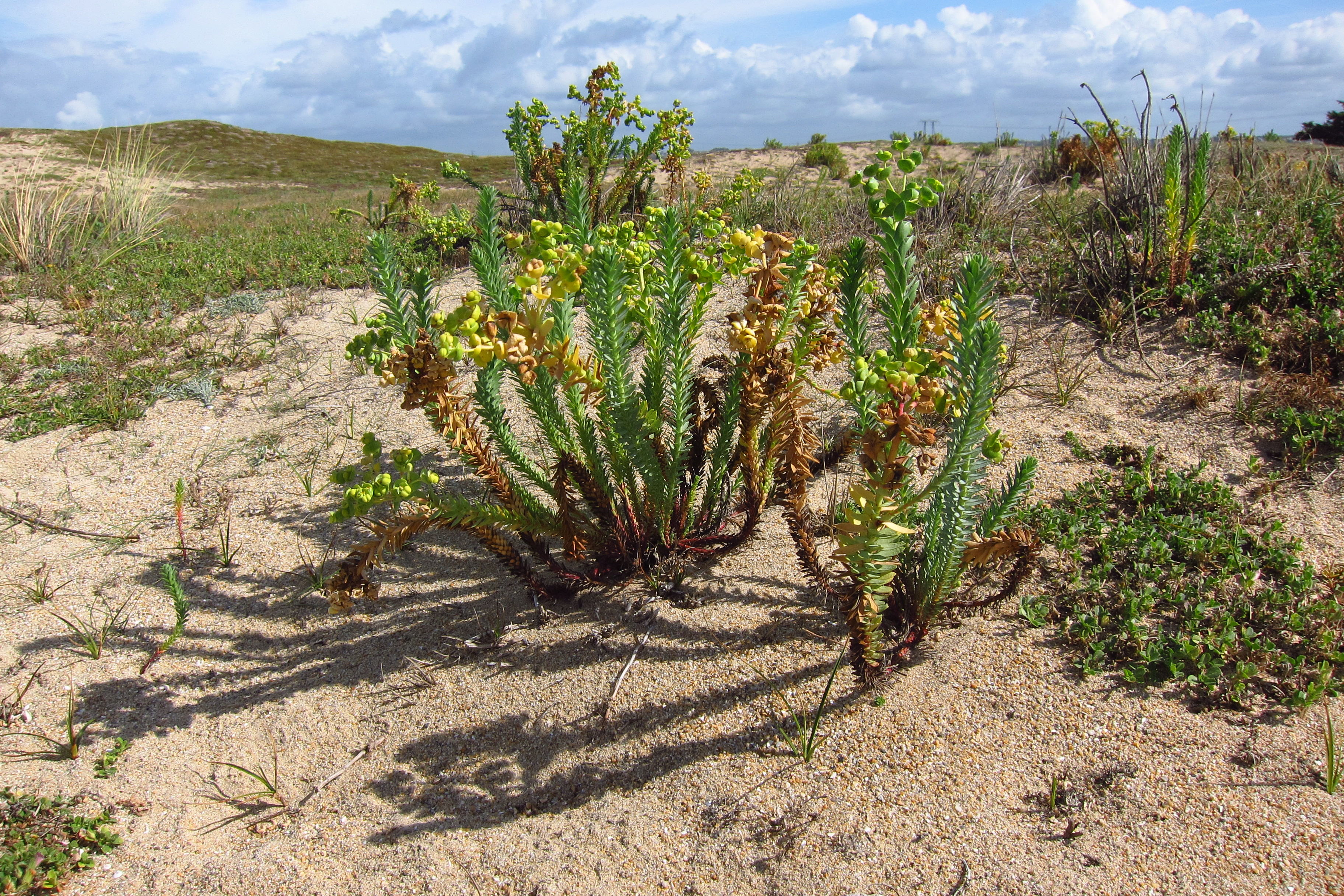